# Воруши ластами 2
«Воруши ластами 2» (також відомий як «Воруши ластами 2: Втеча з раю» (2012 р.)) є продовження мультфільма «Воруши ластами!»(2010 р.).

## Зміст
Вірні друзі назавжди, черепахи Семмі і Рей, насолоджуються розміреним життям поблизу океану, а також доглядають за Ріккі і Еллою, які щойно вилупилися. Раптом, браконьєр хапає великих черепах, вони потрібні йому для захоплюючого морського шоу в Дубаї. Центральна фігура шоу, морський коник Великий Ді, розповідає новачкам про свої плани на грандіозну втечу. Але, коли маленькі Ріккі і Елла прибувають, щоб врятувати «дідусів», плани черепах і їх нових друзів: витрішкуватої рибки Джимбо, восьминога Анабель, омара і великої родини пінгвінів, змінюються. Після низки хвилюючих пригод і втеч, наші герої прямують на південь, щоб зустрітися з Шеллі, першим і єдиним коханням Семмі.

## Ролі
- Кейтлін Махер - Елла ...
- Картер Гастінгс - Ріккі ...
- Пат Керролл - Стара Черепаха
- Карлос МакКаллерс II - Рей
- Сінда Адамс - Ветеринар
- Діно Андраде - Мануель
- Кріс Ендрю Кулла - Лулу
- Сірі Деліль - Маргарет
- Ізабель Фурман - Шеллі
- Уеслі Джонні - Семмі

## Музика
- Мель - Затрагивающими Личную Шанс (3:44)
- Рок-Эль-Касба - Рашида Таха (4:33)
- Текила - Елисейские (2:12)
- Будешь ли ты Фр Латинамерикано - Ренато Канасоне (3:27)
- Рок Лобстер - Би-52 (6:50)
- Атлантик Групп (4:54)
- Работаем Вместе - Гонсалес (3:16)
- Бесплатные Напитки (1:21)
- Приключения Сэмми  (1:44)
- В Ловушку В Дурдом (1:25)
- Нефти Плана (2:14)
- Попытка Бегства (2:32)
- Я Хозяин (1:11)
- Время Шоу (2:09)
- Птица Атаки (1:48)
- Барракуда Чейз (2:44)
- Большой Побег (2:10)